# 막스플랑크전파천문학연구소

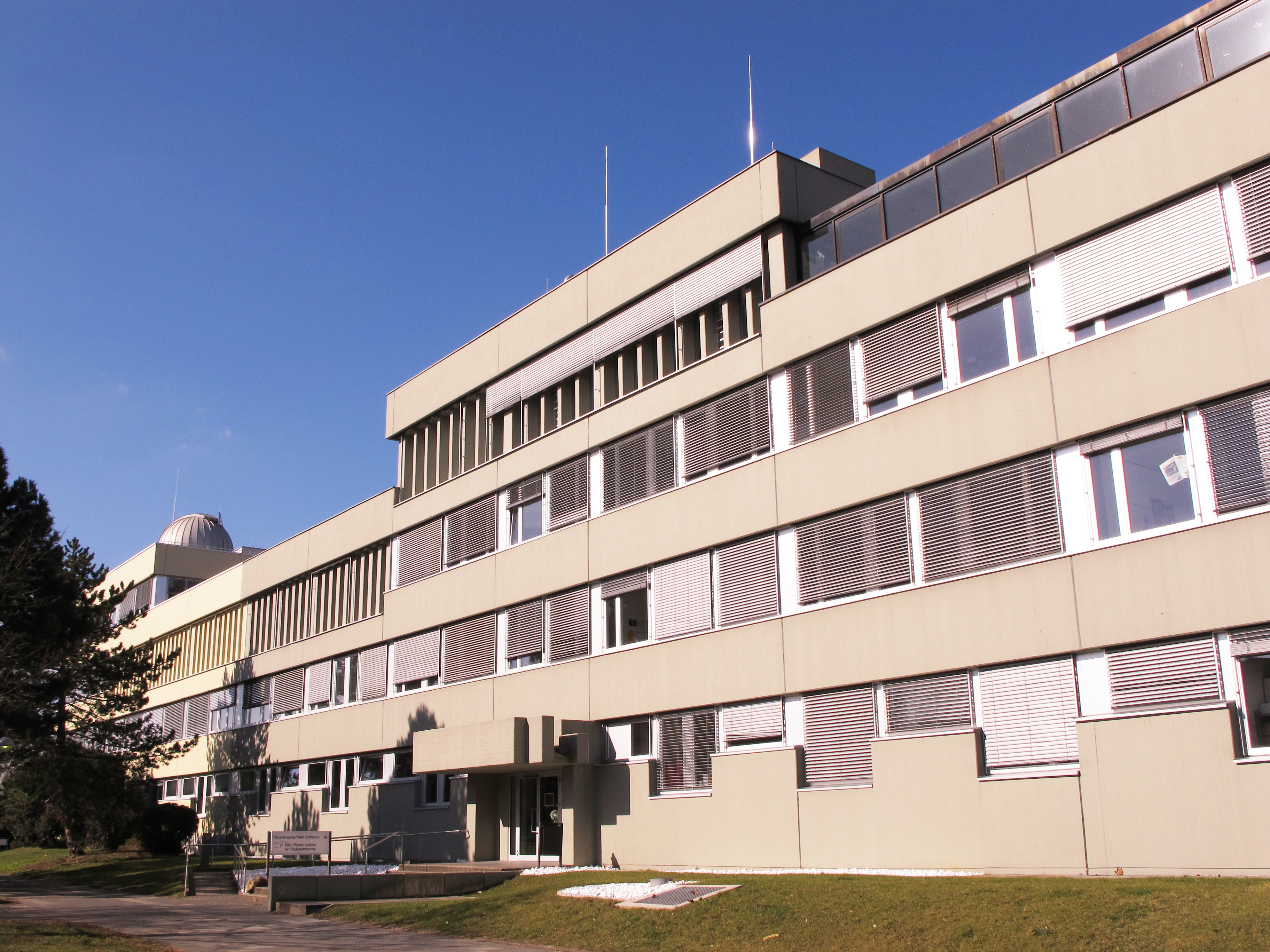

막스플랑크전파천문학연구소(Max Planck Institute for Radio Astronomy, 독일어: Max-Planck-Institut für Radioastronomie)는 독일 본에 위치한 전파천문학연구소이다. 막스 플랑크 협회의 80개 기관들 중 한 곳이다.
Otto Hachenberg가 주도하던 이미 기존에 존재하던 본 대학교의 전파천문학 시설과 새 막스플랑크연구소가 합병하면서 설립되었다. 1972년, 100미터 전파망원경이 오픈되었다. 이 연구소 건물은 1983년과 2002년에 확장되었다.